# نورول لی
نورول لی (انگلیسی: Norvel Lee؛ ۲۲ سپتامبر ۱۹۲۴ – ۱۹ اوت ۱۹۹۲) بوکسور اهل ایالات متحده آمریکا بود.
وی در مسابقات کشوری و بین‌المللی در مجموع برندهٔ ۱ مدال طلا، ۲ مدال برنز شده‌است.